# Golos Sozial-Demokrata
Golos Sozial-Demokrata (russ. "Stimme des Sozialdemokraten") bezeichnet eine Tageszeitung des Kiewer Komitees der SDAPR, die seit dem 10./23. Juli 1917 Organ des Kiewer Komitees und des Gebietskomitees der Südwestregion (der Parteiorganisation von Kiew, Wolhynien, Podolien, Tschernigow und Polessje) war.
Die Zeitung wurde in Kiew vom 14./27. März bis 25. Oktober/7. November 1917 herausgegeben. Die Auflagenhöhe betrug 15 000 Exemplare. Die Zeitung erschien nicht regelmäßig. Zur Reaktion gehörten u. a. im Verlauf der Zeit:
- Jewgenija Bogdanowna Bosch
- Wadim Alexandrowitsch Bystrjanski
- Isaak Mironowitsch Krejsberg
- N.N. Lebedew
- Maximilian Alexandrowitsch Saweljew

Die Zeitung berichtete sowohl über die Kiewer Parteiorganisation als auch über die Tätigkeit der gesamten Partei der Bolschewiki. Sie druckte auch Leitartikel der „Prawda“ nach. Es wurde das Manifest des Zentralkomitees (ZK) der SDAPR „An alle Bürger Russlands“, die Beschlüsse der VII. Gesamtrussischen Konferenz, Resolutionen von Parteitreffen und Versammlungen der Arbeiter und Soldaten, Begrüßungsschreiben der Kiewer Bolschewiki an W.I. Lenin, die Beschlüsse des VI. Parteitages der SDAPR und andere Materialien veröffentlicht.